# بيتر فيدلر
بيتر فيدلر (بالإنجليزية: Peter Fidler)‏ (وُلد عام 1769م، تُوفي عام 1822م) كان مستكشفًا بريطانيًا، ورسّام خرائط.

## طالع أيضًا
- قائمة المستكشفين